# جواو سالا
جواو سالا هو لاعب كرة قدم برازيلي، ولد في 31 مايو 1996 في Nova Prata ‏ في البرازيل. لعب مع Associação Carlos Barbosa de Futsal ‏.